# Viola guaxarensis
Viola guaxarensis — вид трав'янистих рослин родини фіалкових (Violaceae). Оисаний у 2020 році.

## Поширення
Ендемік Канарських островах. Відомий лише у двох місцевостях у високогірній зоні острова Тенерифе — на схилах гори Гуахара (2600 м над р. м.) та за 3 км на південний схід у місцевості Топо-де-ла-Грієта (2300 м над рівнем моря).